# H. P. Baxxter

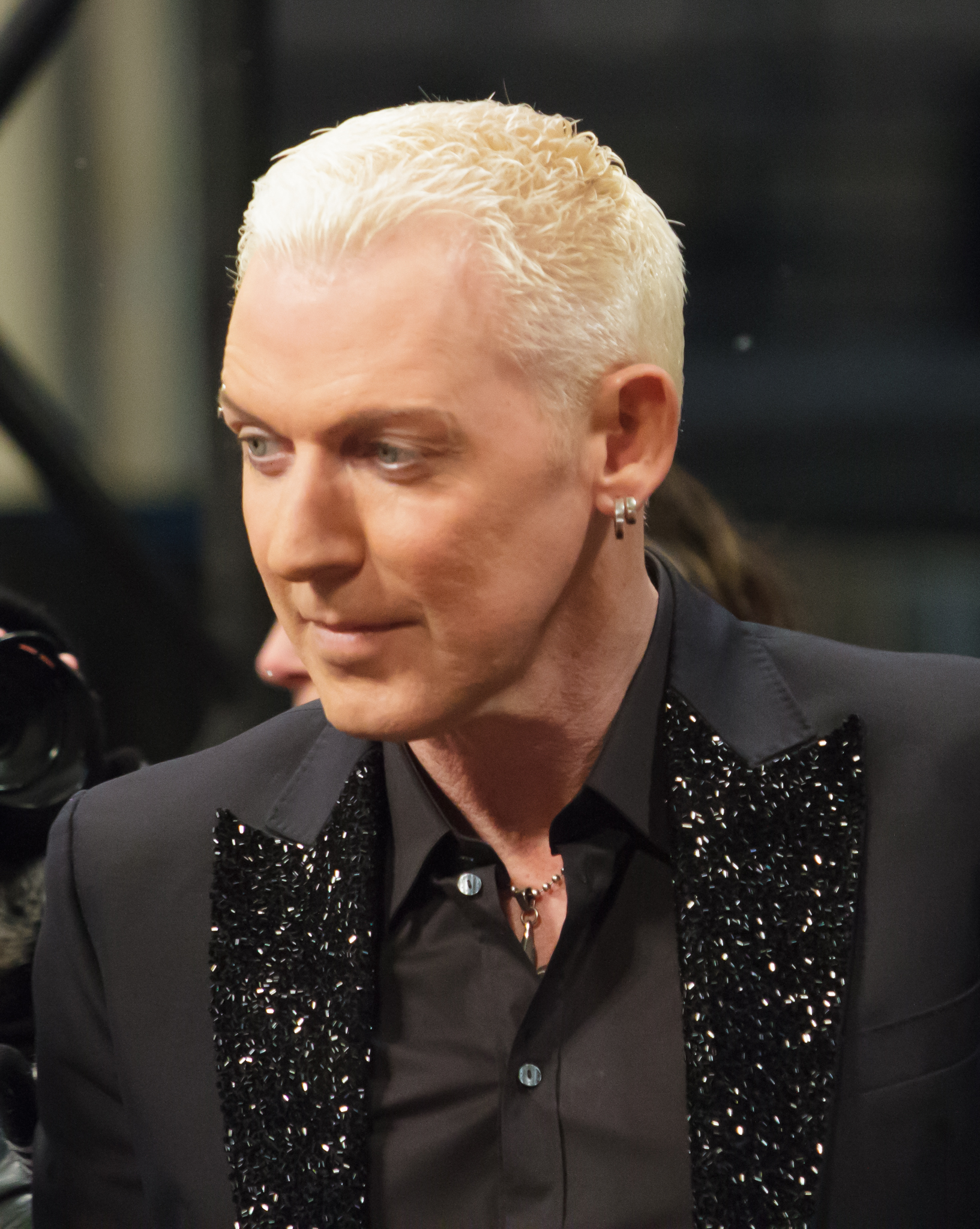
H.P. Baxxter, 2013

H. P. Baxxter (Eigenschreibweise H.P. Baxxter; * 16. März 1964 als Hans Peter Geerdes in Leer) ist ein deutscher MC, Sänger elektronischer Tanzmusik und Musikproduzent. Er ist der Frontmann der Gruppe Scooter und Mitinhaber von Kontor Records.

## Leben

### Jugend und Karriere
Die Abkürzung H. P. in seinem Künstlernamen stammt nach eigenen Angaben von einem Chemielehrer seines ehemaligen Gymnasiums, der ihn in Anlehnung an J. R. Ewing aus der Fernsehserie Dallas so genannt habe. Der Nachname Baxxter wurde ihm von einer Mitschülerin vorgeschlagen.
Bis zum Alter von 17 Jahren sah Baxxter Ritchie Blackmore, den Gitarristen von Deep Purple, als sein Vorbild an. Danach bewunderte er Dave Gahan von Depeche Mode. Nach seinem Abitur 1985 am Teletta-Groß-Gymnasium Leer studierte Baxxter für kurze Zeit Rechtswissenschaften in Hannover, brach dies jedoch ab und absolvierte eine Ausbildung als Industriekaufmann. Danach arbeitete er als Angestellter bei einem Musiklabel. 1987 gründete er zusammen mit Rick J. Jordan und seiner Schwester Britt Maxime Celebrate the Nun; 1993 folgte die Band Scooter. Im März 2013 veröffentlichte er solo den Electro-House-Song Who the Fuck is H.P. Baxxter?

### Fernsehauftritte

#### Gastrollen
1998 spielte Baxxter in einer Episode von Alarm für Cobra 11 – Die Autobahnpolizei mit. 2012 war er in der deutschen Fernsehkomödie Schief gewickelt in einer Cameo-Rolle als Scooter-Frontmann zu sehen. Weitere Cameo-Auftritte gab es 2015 im Großstadtrevier (Folge Wiedersehen mit einer Toten), bei Dittsche sowie 2021 im Film Es ist nur eine Phase, Hase. Baxxter lieh in der 2009 veröffentlichten Folge Nr. 8 von Ralph Ruthes Animationsfilm Pete einer ihm nachempfundenen Zeichentrickfigur seine Stimme.

#### Jury-Mitgliedschaften und Moderation
2009 war Baxxter zusammen mit Guildo Horn, Jeanette Biedermann, Sylvia Kollek und Tobias Künzel in der deutschen Jury für den  Eurovision Song Contest. Von August bis November 2012 saß er mit Sarah Connor, Sandra Nasić und Moses Pelham in der Jury der 3. Staffel der Castingshow X Factor. 2014 präsentierte Baxxter die mehrteilige Arte-Musikdokumentation Summer of the 90s. 2016 und 2017 war Baxxter Jurymitglied in der 13. und 14. Staffel von Deutschland sucht den Superstar.

### Privates
Baxxter verwendete in vielen seiner Musikvideos Oldtimer, wie beispielsweise einen Ford Consul Mark 2 1961 und einen Jaguar E-Type. Er besitzt eine Sammlung alter englischer Autos. Er wohnt in Hamburg-Duvenstedt und ist seit 2024 zum dritten Mal verheiratet.

## Diskografie

### Solo
- 2004: H. P. Baxxter liest Erzählungen von Thomas Bernhard
- 2013: Who the Fuck Is H. P. Baxxter? (Kontor Records)
- 2013: Sweater Weather (mit Simon & DDY, Kontor Records)